# BA-64
De BA-64 (Russisch: БА-64) was een Sovjetverkenningsvoertuig, een pantserwagen gebouwd tijdens de Tweede Wereldoorlog vanaf 1942 tot 1946 in een aantal van 9110 (3901 van de BA-64 en 5209 van de BA-64B, een verbeterde versie) en gebruikt tot in de jaren zestig. De BA-64 had de bijnaam Bobik (Russisch: Бобик).

## Geschiedenis
Vanaf 1941 hield het Rode Leger op met de productie van zware pantserwagens om zich volledig te concentreren op de fabricage van tanks. Alleen voor het allerlichtste werk, zoals langeafstandsverkenningen en liaison mochten nog wat pantserwagens gebouwd worden, mits die door hun eenvoud geen al te groot beslag op de productiecapaciteit zouden leggen. De BA-64 voldeed aan die eis; het is een indicatie van de enorme omvang van de Sowjetwapenindustrie dat zo een "beperkte oplage" nog altijd ruim 9.000 stuks beliep.
Op basis van de GAZ-64 jeep werd op 17 juli 1941 begonnen met de ontwikkeling van een lichte pantserwagen. De belangrijkste ontwerpers waren F. A. Lependin en G. M. Vassermann. Het ontwerp week duidelijk af van eerdere Russische pantserwagens, zoals de BA-20, en werd beïnvloed door een Duitse Sd.Kfz. 221 lichte pantserwagen die in september 1941 bij de ontwerpers werd afgeleverd. De pantserplaten, met een dikte van 4 tot 15 mm, werden schuin op het voertuig bevestigd waarmee de bescherming van de bemanning werd verbeterd. Deze bestond uit twee personen; de bestuurder zat in het midden van het voertuig en de commandant achter de bestuurder in de toren. Op 9 januari 1942 was het prototype van de BA-64 klaar. Het werk aan de toren nam meer tijd in beslag, maar op 14 maart 1942 werd het voertuig door het Russische leger geaccepteerd voor productie en in juni 1942 verschenen de eerste voertuigen aan het front.
De BA-64 was de eerste pantserwagen met vierwielaandrijving, 4 x 4. Hellingen tot 30 graden konden zonder problemen opgereden worden. De bewapening bestond uit een machinegeweer met een kaliber van 7,62 mm. Deze was op een ring geplaatst en kon een volledige cirkel draaien. Iets minder dan de helft van deze voertuigen werd uitgerust met een radio.
Bijna gelijktijdig met de start van de productie werd begonnen het een verbeterd ontwerp, de BA-64B. De GAZ-64 jeep viel tegen en werd snel opgevolgd door de GAZ-67B. Deze jeep was breder waardoor de rij eigenschappen verbeterde. De B-versie werd daardoor ook 16 centimeter breder dan de BA-64 en dit was het grootste verschil. Verder werden kleinere aanpassingen gedaan en eind oktober 1942 was het voertuig goedgekeurd en startte de productie. De laatste BA-64B voertuigen kwamen in 1946 uit de fabriek.

## Uitrusting
De BA-64 was er in verschillende modellen:
- Uitgerust met machinegeweer (Maxim of Degtjarjov)
- Uitgerust met zoeklicht
- Verkenningsversie (hierbij was de MG verwijderd en de koepel dicht)

Voor de versie met zoeklicht werd het machinegeweer verwijderd en werd op de plek waar het had gezeten een zoeklicht geplaatst. Het werd voor twee doeleinden gebruikt:
- Het luchtruim verlichten om vliegtuigen te ontdekken voor luchtafweergeschut.
- Vanaf de frontlinie het land verlichten op uitkijk naar vijandige voertuigen en soldaten.